# Eagles
Eagles su američki rock sastav koji je na vrhuncu popularnosti bio 1970-ih godina. Pet singlova i četiri albuma na vrhu top ljestvica čine ih jednima od najuspješnijih glazbenika tog razdoblja, a dva albuma, "Their Greatest Hits 1971-1975" i "Hotel California", dospjela su među deset naprodavanijih glazbenih albuma svih vremena. Grupa je, s preko 150 milijuna kopija svojih albuma, u potpunosti komercijalizirala rock glazbu južne Kalifornije.

## Početak
Eagles su osnovala četiri glazbenika okupljena u Los Angelesu, koji su u najveći grad Kalifornije došli iz unutrašnjosti Sjedinjenih Država i koji su u svijet rocka ušli kao članovi različitih sastava. Basist Randy Meisner rođen je u Nebraski i 1964. je stigao u Los Angeles. Prvotno je bio član "The Soul Survivorsa", da bi 1968. preko grupe "Poco" stigao u prateći sastav Rickyja Nelsona "The Stone Canyon Band".  Bernie Leadon, gitarist, bendžist i mandolinist rođen je u Minnesoti, a u Los Angeles je stigao 1967. te se preko grupe "Hearts & Flowers", a zatim i "Dillard & Clark" skrasio u "The Flying Burrito Brothers". Bubnjar i pjevač, Teksašanin Don Henley je u Los Angeles stigao 1970. s grupom "Siloh" s kojom je prije raspada snimio i istoimenu ploču. Gitarist Glenn Frey je rođen u Detroitu, u kojem je povremeno nastupao u pratećem sastavu Boba Segera. U ljeto 1968. preselio se u Los Angeles i s J.D. Southerom osnovao duet "Longbranch Pennywhistle", koji također iduće godine snima istoimeni album.

## Osnutak Eaglesa
U proljeće 1971. Frey i Henley unajmljeni su u prateći sastav Linde Ronstadt, dok su Meisner i Leadon pozvani za potrebe ljetne turneje. Tijekom turneje njih četvorica svirali su zajedno na samo jednom koncertu, ali se njihova zajednička svirka pojavila na sljedećem albumu Linde Ronstadt, koji je izašao početkom sljedeće godine. No, i taj jedan zajednički nastup bio je dovoljan da se rodi ideja o osnivanju samostalnog sastava. Kako su svi članovi već bili dobro uhodani u glazbenom svijetu, zahvaljujući poznanstvima i reputaciji već u rujnu 1971. godine potpisuju ugovor s managerom Davidom Geffenom, u kojem se obvezuju da će čim prije snimiti ploču za njegovu izdavačku kuću "Asylum Records". Dogovorili su se da sastav ponese ime "Eagles" (Orlovi) i u namjeri da prate country-rock stil "The Byrdsa" i "Burritosa" s dodatkom žešćeg ritma, u veljači 1972. odletjeli na snimanje u Englesku. Pod producentskom palicom Glyna Johnsa u studiju su proveli dva tjedna i dovršili svoj prvijenac. Istoimena ploča svjetlo dana ugledala je u srpnju i ušla u "Top 20", a već nakon godinu i pol postala je zlatna. Albumu je prethodio prvosvibanjski singl "Take It Easy", koji je došao do dvanaestog mjesta "Billboardove" ljestvice, a pjesma je postala njihov zaštitni znak i obavezan dio svakog koncerta.
Spoj countryja s kalifornijskim surf rockom i usavršavanje bluegrass ritmova stopljenih u nježne balade i mekane pop zvukove o vezama, automobilima i lutanjima su im već u samom startu donijeli prepoznatljivost i veliki broj obožavatelja. S prvijenca su skinuli još dva singla: "Peaceful Easy Feeling" koji je ušao u "Top 20", i "Witchy Woman", koji je na ljestvici stigao do broja devet.
Krajem 1972. i početkom 1973. godine "Eagles" su nastupali na brojnim koncertima kao predgrupa, a potom su se ponovo uputili preko Atlantika na snimanje drugog albuma. U "Islandovim" studijima u Londonu, ponovo pod producentskom palicom Glyna Johnsa, snimaju "Desperado", baziran na ikonografiji Divljeg zapada - omot albuma prikazivao je članove sastava kao kaubojsku sastavu "Doolin-Dalton". Naslovna pjesma "Desperado", koja je vremenom također postala njihov standard i najpoznatija među jedanaest na albumu, nikada nije izdana kao singl. Zanimljivo je i da ju je, među ostalima, prepjevala i sama Linda Ronstadt.
Album se našao u prodaji 17. travnja 1973. Čak osam pjesama potpisuju Don Henley i John Frey, a po prvi put i Leadon pokazuje svoje umijeće na bendžu i mandolini. Skinuta su samo dva singla: "Outlaw Man" i "Tequila Sunrise", od kojih je ovaj potonji jedva ušao u "Top 40".
Nakon kratke turneje kojom su predstavljali "Desperado", grupa se uputila na snimanje novog LP-ja, no u londonskim studijima "Olympica" snimili su samo dvije pjesme: "You Never Cry Like A Lover" i "The Best Of My Love", a onda je između "Eaglesa" i producenta Glyna Johnsa došlo do raskola. Njihova želja i potreba da sviraju žešću rock glazbu sukobila se s Glynovim viđenjem country-rock sastava. Ostavši bez producenta, kvartet je početkom 1974. krenuo na kratku turneju koju je otvarao gitarist i pjevač Joe Walsh. Ta kombinacija dovela je do toga da su angažirali Walshovog producenta Billa Szymczyka, pa su mogli nastaviti snimanje započetog albuma. Ploča je dovršena u Los Angelesu, u studijima "Record Planta", a Szymczyk je sa sobom doveo i starog Leadonovog prijatelja, gitarista Dona Feldera, koji je dečke toliko impresionirao svirkom, da su ga pozvali da se pridruži sastavu.
"On the border" je u trgovine stigao 22. ožujka, a do lipnja je LP ušao u "Top 10" i postao zlatan, čime je postao najprodavaniji album "Eaglesa" do tada. Prvi single "Already Gone" isti je mjesec ušao među 20 najslušanijih pjesama.
Drugi singl skinut s albuma bio je "James Dean", no pravi "bum" napravio je treći singl, izdan u studenom 1974. godine. "The Best Of My Love" priskrbio im je puno veći auditorij i nekoliko "Grammy" nominacija, a početkom sljedeće godine stigao je i na sam vrh pop ljestvice.

## Na vrhu
Četvrti album, nazvan "One Of These Nights" sniman je u studijima u Miamiju i Los Angelesu, a izašao je 10. srpnja 1975. godine. Reflektirao je privatni život mladih Amerikanaca i razočaranje stanovništva Sjedinjenih Država političkim zbivanjima sredinom sedamdesetih.
S ploče su skinuta tri singla: "One Of These Nights", "Lyin' Eyes" i "Take It To The Limit" i svi su ušli u "Top 5", dok je naslovni singl stigao do broja jedan.
Album je isti mjesec kada je izašao postao zlatan, a uz dvije "Grammy" nominacije, za album godine i singl godine ("Lyin' Eyes"), osvojili su kipić za istu pjesmu u kategoriji najbolje pop izvedbe grupe s vokalom.
Grupa je krenula na veliku svjetsku turneju, počevši sa Sjedinjenim Državama i Europom, da bi krajem godine uslijedio šok: nezadovoljan monopolom koji su imali Henley i Frey na pisanje pjesama, Bernie Leadon ih je napustio. Zamijenjen je Joem Walshem zbog turneje, koji je sastavu dao dodatnog hard-rock štiha.
U tom trenutku, "Eagles" se moglo s punim pravom nazvati superzvijezdama, ali učvrščivanje njihovog statusa tek je uslijedilo. Zbog turneje i podužeg izbivanja iz studija, te bez konkretne ideje za novi materijal, članovi grupe se odlučuju za kolekciju singlova. Početkom 1976. godine, točnije 17. veljače "Asylum Records" izdaje kompilaciju "Their Greatest Hits 1971-1975". Album je postao najprodavaniji u povijesti Sjedinjenih Američkih Država, prvi u povijesti koji je postao platinasti s prodajom preko milijun kopija, kasnije je postao i dijamantni, a do danas je prodan u preko 40 milijuna primjeraka.
Nakon 18 mjeseci na tržištu se pojavio i peti studijski album. Sniman od ožujka do listopada 1976. godine, također u Los Angelesu i Miamiju, "Hotel California" izašao je 6. prosinca. U samo jednom tjednu ploča je dosegla platinastu nakladu, u siječnju 1977. stigla je na broj jedan "Billboardove" ljestvice, da bi na kraju dosegla brojku od preko 10 milijuna prodanih kopija.
Album je dotakao teme nevinosti, ovisnosti o drogama, smrti, iskušenja, teme površnih ljubavnih veza, razvoda, američke ekspanzije i američkog sna. Članovi sastava su album opisali kao metaforu propadanja Amerike u materijalizam i dekadenciju. Singlovi "Hotel California" i "New Kid In Town" stigli su do broja jedan, dok je "Life In The Fast Lane" ušao u "Top 20". "Hotel California" dobio je "Grammy" za singl godine i bio nominiran za pjesmu godine, dok je ploča bila nominirana za album godine i za pop dostignuće 1977.
Nakon završene svjetske turneje u rujnu 1977., još jedan član je napustio grupu. Iscrpljen od neprekidne turneje i čestih odlazaka u studio, Randy Meisner biva zamijenjen Timothyjem Schmitom iz grupe "Poco", u kojoj je prije također zamijenio Meisnera. U novoj postavi "Eagles" su počeli raditi na novom albumu u ožujku 1978. i trebalo im je godinu i pol da ga završe. Sniman u studijima na pet lokacija u Los Angelesu i na Floridi, "The Long Run" bio je prvotno zamišljen kao dvostruko izdanje, ali se na kraju ipak pojavio kao jednostruki album. Kada se pojavio 24. rujna 1979. na tržištu, prvi tjedan je debitirao kao broj 2 na ljestvicama da bi već idući tjedan skinuo "In Through The Out Door" "Leda Zeppelina" s broja jedan.

## Raspad
"The Long Run" je iznjedrio tri "Top 10" singla: rockersku "Heartache Tonight", baladu "I Can't Tell You Why" i "In The City", pjesmu koju je prvo snimio Walsh za potrebe filma "The Warriors" (Ratnici podzemlja). Pjesma "Heartache Tonight" je dobila i "Grammyja" za najbolju rock izvedbu grupe s vokalom.
Godine 1980. "Eagles" su bili na velikoj američkoj turneji, koja je dovela do raspada grupe 31. srpnja iste godine, iako je njihov kraj službeno objavljen tek u svibnju 1982. Bilo kako bilo, turneju je slijedila i dupla live ploča jednostavno nazvana "Eagles Live". Izdana u studenom 1980. godine, ploča je ušla u "Top 5" i postala multiplatinasta. Single skinut s albuma bio je "Seven Bridges Road" koji je ušao u "Top 40".

## Ponovno okupljanje i turneja
Godine 1994. grupa se ponovo okupila, a iste godine, tijekom velike turneje, izašao je live album "Hell Freezes Over". Turneja je, s prekidima, potrajala do 1996. Narednih godina slijedile su druge turneje i brojni kompilacijski albumi.

## Long Road Out Of Eden
Dana 30. listopada 2007. "Eagles" su izdali prvi studijski album nakon 28 godina, "Long Road Out Of Eden". Prvu će godinu album u SAD-u biti moguće skinuti s web stranice grupe, te kupiti samo u trgovačkim lancima Wal-Mart i Sam's Club. U ostalim će zemljama album biti moguće kupiti na uobičajenim mjestima. Kako se i očekivalo, album je debitirao na broju 1 u SAD-u, Velikoj Britaniji, Australiji, Novom Zelandu, Nizozemskoj i Norveškoj.
Don Henley je objavio da je ovo ujedno i posljednji album "Eaglesa" te da grupa više neće snimati nove materijale.

## Diskografija
1. Eagles (1972.)
2. Desperado (1973.)
3. On the Border (1974.)
4. One Of These Nights (1975.)
5. Hotel California (1976.)
6. Their Greatest Hits (1971–1975) (1976.)
7. The Long Run (1979.)
8. Eagles Live (1980.)
9. Eagles Greatest Hits, Vol. 2 (1982.)
10. The Very Best Of The Eagles (1994.)
11. Hell Freezes Over (1994.)
12. Selected Works 1972-'99 (2000.)
13. Long Road Out Of Eden (2007.)

## Vanjske poveznice
- Službena stranica  Arhivirana inačica izvorne stranice od 11. svibnja 2015. (Wayback Machine)
- Stranica Eaglesa na MySpaceu
- Don Henley - službena stranica
- Joe Walsh - službena stranica
- Timothy B. Schmit - službena stranica
- Bernie Leadon - službena stranica